# Adolphus Nagbe
Adolphus Marshall Nagbe (Monrovia, 21 luglio 1992) è un calciatore liberiano, difensore del Fgura Utd.

## Carriera

### Nazionale
Nel 2015 ha esordito in nazionale.

## Statistiche

### Cronologia presenze e reti in nazionale
| Cronologia completa delle presenze e delle reti in nazionale ― Liberia | Cronologia completa delle presenze e delle reti in nazionale ― Liberia | Cronologia completa delle presenze e delle reti in nazionale ― Liberia | Cronologia completa delle presenze e delle reti in nazionale ― Liberia | Cronologia completa delle presenze e delle reti in nazionale ― Liberia | Cronologia completa delle presenze e delle reti in nazionale ― Liberia | Cronologia completa delle presenze e delle reti in nazionale ― Liberia | Cronologia completa delle presenze e delle reti in nazionale ― Liberia |
| Data                                                                   | Città                                                                  | In casa                                                                | Risultato                                                              | Ospiti                                                                 | Competizione                                                           | Reti                                                                   | Note                                                                   |
| ---------------------------------------------------------------------- | ---------------------------------------------------------------------- | ---------------------------------------------------------------------- | ---------------------------------------------------------------------- | ---------------------------------------------------------------------- | ---------------------------------------------------------------------- | ---------------------------------------------------------------------- | ---------------------------------------------------------------------- |
| 14-6-2015                                                              | Lomé                                                                   | Togo                                                                   | 2 – 1                                                                  | Liberia                                                                | Qual. Coppa d'Africa 2017                                              | -                                                                      |                                                                        |
| 13-10-2015                                                             | Bissau                                                                 | Guinea-Bissau                                                          | 1 – 3                                                                  | Liberia                                                                | Qual. Mondiali 2018                                                    | -                                                                      | 81’                                                                    |
| 13-11-2015                                                             | Monrovia                                                               | Liberia                                                                | 0 – 1                                                                  | Costa d'Avorio                                                         | Qual. Mondiali 2018                                                    | -                                                                      |                                                                        |
| 17-11-2015                                                             | Abidjan                                                                | Costa d'Avorio                                                         | 3 – 0                                                                  | Liberia                                                                | Qual. Mondiali 2018                                                    | -                                                                      |                                                                        |
| 9-9-2018                                                               | Monrovia                                                               | Liberia                                                                | 1 – 1                                                                  | RD del Congo                                                           | Qual. Coppa d'Africa 2019                                              | -                                                                      |                                                                        |
| 11-10-2018                                                             | Brazzaville                                                            | Rep. del Congo                                                         | 3 – 1                                                                  | Liberia                                                                | Qual. Coppa d'Africa 2019                                              | -                                                                      | 19’ 67’                                                                |
| Totale                                                                 |                                                                        | Presenze                                                               | 6                                                                      |                                                                        | Reti                                                                   | 0                                                                      |                                                                        |